# نشانه بینگ
نشانهٔ بینگ (انگلیسی: Bing's sign) یا رفلکس بینگ (انگلیسی: Bing's reflex) نشانه‌ای بالینی است که در آن، خاراندنِ پشتِ پا یا انگشتِ شستِ پا با سنجاق، باعث صاف شدنِ شستِ پا (حرکت رو با بالای آن) می‌شود. این نشانه در بیماران مبتلا به ضایعه نورون حرکتی اندام تحتانی دیده می‌شود و یکی از انواع پاسخ‌های بابینسکی محسوب می‌شود.